# لوسيان ليفي-بريل
لوسيان ليفي-بريل (بالفرنسية: Lucien Lévy-Bruhl)‏ (1857 – 1939)، فيلسوف وعالم اجتماع، وأثنولوجي فرنسي. له بحوث في العقلية البدائية. كان أستاذاً بجامعة السوربون منذ 1899، أهم كتبه «الوظائف العقلية في المجتمعات البدائية» 1910، و«العقلية البدائية» 1922، وللأخير ترجمة عربية.

## روابط خارجية
- لوسيان ليفي-بريل على موقع الموسوعة البريطانية (الإنجليزية)